# Prusinowo (województwo pomorskie)
Prusinowo (niem. Prützenwalde) – wieś w Polsce położona w województwie pomorskim, w powiecie człuchowskim, w gminie Debrzno.
W latach 1975–1998 miejscowość położona była w województwie słupskim.

## Zabytki
Według rejestru zabytków NID na listę zabytków wpisany jest kościół ewangelicki, obecnie rzymskokatolicki filialny pw. Matki Bożej Królowej Polski, z 1901, nr rej.: A-1910 z 16.01.2015.